# ليونارد جاي ماركوس
ليونارد جاي ماركوس (بالإنجليزية: Leonard J. Marcus)‏ هو عالم اجتماعي أمريكي، ولد في 1952.